# Centre international de recherche et de documentation occitanes - Institut Occitan de Cultura
Le Centre international de recherche et de documentation occitanes - Institut occitan de Cultura (CIRDÒC-Institut occitan de Cultura), situé à Béziers et à Pau, est un établissement public de coopération culturelle à vocation nationale et internationale chargé de la sauvegarde et de la valorisation du patrimoine occitan. Ses collections, constituées depuis plus de trente ans et constamment enrichies, représentent près de 150 000 documents témoignant de 1000 ans de création occitane, culture qui fut à l'origine du phénomène des troubadours. Le Centre est aussi une médiathèque publique, à Béziers, ouverte à tous entièrement consacrée à la langue et civilisation occitanes. Le CIRDÒC-Institut occitan de Cultura dispose également du label Ethnopôle, issu de l'ancien Institut occitan Aquitaine. Le Centre développe des outils en ligne pour la connaissance et la valorisation de la culture occitane, comme Occitanica, le portail de l'internet occitan.

## Histoire de l'institution

### Le Centre international de documentation occitane (1975-1995)
En 1975, l'universitaire Jacques Boisgontier, l'écrivain Yves Rouquette et le docteur Robert Sirc, adjoint au maire de Béziers, mettent en œuvre le projet historique d'une bibliothèque centrale de la culture occitane en fondant le Centre international de documentation occitane (CIDO), une association loi de 1901. La volonté de créer une bibliothèque occitane avait déjà été mentionné par Max Rouquette en 1945, quand il écrivait "ce qui importe, c'est qu'une véritable bibliothèque soit consacrée aux livres d'oc [...] ainsi serait restituée à la France une part lumineuse de son rayonnement.".
Dès la création de la nouvelle bibliothèque, des donations affluent de toutes les régions occitanes tandis que les bibliothécaires collectent ou acquièrent quantité de documents anciens et contemporains. Le CIDO mènera une active politique de valorisation de la culture occitane en produisant de nombreuses expositions et livres.
En 1995, l'association qui gère le CIDO est dissoute et les collections sont confiées à la Ville de Béziers.

### Création du Centre interrégional de développement de l'occitan - Mediatèca occitana (1998-2018)
En 1998, la région Languedoc-Roussillon (aujourd'hui partie intégrante de la région Occitanie) et la ville de Béziers créent un syndicat mixte afin de conserver, enrichir et valoriser les collections issues du CIDO. Ils fondent ainsi le premier établissement public entièrement consacré à une langue régionale en France.
Un grand bâtiment moderne est construit en plein cœur de Béziers, sur le site universitaire Du Guesclin, pour accueillir la grande médiathèque occitane. En 2006, le CIRDÒC-Mediatèca occitana franchit une nouvelle étape vers la constitution d'une grande institution publique de l'occitan en signant un partenariat de pôle associé avec la Bibliothèque nationale de France. Le CIRDÒC est désormais chargé de la publication de la Bibliographie occitane internationale et de la création d'un réseau d'institutions publiques conservant des collections occitanes.

### Création du Centre international de recherche et de documentation occitanes - Institut occitan de Cultura (2019)
En 2019, et à la suite de la promulgation d'un arrêté préfectoral, le Centre Interrégional de Développement de l'Occitan - Mediatèca occitana quitte son statut de syndicat mixte et devient un établissement public de coopération culturelle et change son nom pour devenir le Centre International de Recherche et de Documentation Occitanes - Institut occitan de Cultura, en fusionnant avec l'Institut occitan Aquitaine de Pau. L'EPCC est géré et financé par l'État par le biais du ministère de la culture, la région Occitanie, la région Nouvelle-Aquitaine, les départements de l'Aude, de l'Hérault et des Pyrénées-Atlantiques, les communautés d'agglomération Pau-Béarn-Pyrénées et Béziers-Méditerranée ainsi que la commune de Béziers avec l'ambition d'en faire un établissement d'envergure nationale et internationale.
Cette initiative suit la logique établie par l'article 103 de la loi NOTRe, et qui met en avant la responsabilité partagée de l’État et des collectivités territoriales (notamment régionales) sur la culture dans l'optique des droits culturels, tels qu'énoncés par la convention sur la protection et la promotion de la diversité des expressions culturelles et qui est explicitement cité par l'article de loi.

## Les collections
Constamment enrichies par des dons directs, des legs ou des acquisitions, les collections du CIRDÒC représentent environ 150 000 documents anciens et modernes, témoins de plus de dix siècles de création en langue occitane : manuscrits, archives, livres, partitions, revues et journaux, estampes, affiches, photographies, objets, etc.
Le CIRDÒC développe également les collections de sa médiathèque publique en proposant pour la consultation sur place ou le prêt à domicile la totalité de la production occitane actuelle : littérature, musique, cinéma, essais, livres et documents jeunesse.